# Alexandros Kyziridis
Alexandros Kyziridis (řecky: Αλέξανδρος Κυζιρίδης; * 16. září 2000) je řecký profesionální fotbalista, který hraje na pozici křídelníka za slovenský klub MFK Zemplín Michalovce.

## Úspěchy
Individuální
- Tým sezóny do 21 let 1. slovenské fotbalové ligy: 2021/22